# Pityrogramma ochracea
Pityrogramma ochracea är en kantbräkenväxtart som först beskrevs av Karel Presl, och fick sitt nu gällande namn av Karel Domin. Pityrogramma ochracea ingår i släktet Pityrogramma och familjen Pteridaceae. Inga underarter finns listade.